# Gergina Skerlatova
Gergina Skerlatova (in bulgaro Гeргинa Скерлатова?; 25 marzo 1954) è un'ex cestista bulgara.

## Carriera
Con la Bulgaria ha disputato i Giochi olimpici di Montréal 1976 e due edizioni dei Campionati europei (1976, 1981).